# Julia Mayr
Julia Mayr (* 12. August 1991) ist eine ehemalige italienische Tennisspielerin. Ihre Schwester Evelyn Mayr war ihre ständige Doppelpartnerin. Die beiden Schwestern stammen aus dem Bergdorf Olang in Südtirol.

## Karriere
Julia Mayr, die im Alter von sechs Jahren mit dem Tennissport begann, spielte laut ITF-Profil am liebsten auf Sandplätzen. Im Oktober 2005 trat sie zu ihrem ersten Turnier auf dem ITF Women’s Circuit an.
In ihrer Profikarriere gewann sie auf ITF-Turnieren acht Einzel- und zwölf Doppeltitel. Ihr letztes Match auf der Damentour spielte sie im Januar 2013 bei einem ITF-Turnier im türkischen Antalya.

## Turniersiege

### Einzel
| Nr. | Datum            | Turnier             | Belag        | Kategorie   | Finalgegnerin           | Ergebnis       |
| --- | ---------------- | ------------------- | ------------ | ----------- | ----------------------- | -------------- |
| 1.  | 1. August 2009   | Gardone Val Trompia | Sand         | ITF $10.000 | Anna Remondina          | 6:0, 6:0       |
| 2.  | 16. August 2009  | Innsbruck           | Sand         | ITF $10.000 | Alexia Virgili          | 6:2, 6:0       |
| 3.  | 14. Februar 2010 | Vale do Lobo        | Hartplatz    | ITF $10.000 | Maria João Koehler      | 6:1, 6:1       |
| 4.  | 21. März 2010    | Antalya             | Sand         | ITF $10.000 | María-Teresa Torró-Flor | 6:2, 6:1       |
| 5.  | 29. August 2010  | Pörtschach          | Sand         | ITF $10.000 | Evelyn Mayr             | 6:3, 6:1       |
| 6.  | 20. März 2011    | Madrid              | Sand (Halle) | ITF $10.000 | Giulia Sussarello       | 3:6, 6:2, 6:2  |
| 7.  | 9. Oktober 2011  | Antalya             | Sand         | ITF $10.000 | Ana Bogdan              | 6:73, 6:2, 6:1 |
| 8.  | 29. Juli 2012    | Bad Waltersdorf     | Sand         | ITF $10.000 | Suzana Zalabská         | 6:3, 6:3       |

### Doppel
| Nr. | Datum              | Turnier      | Belag             | Kategorie   | Partnerin            | Finalgegnerinnen                                | Ergebnis          |
| --- | ------------------ | ------------ | ----------------- | ----------- | -------------------- | ----------------------------------------------- | ----------------- |
| 1.  | 10. August 2009    | Innsbruck    | Sand              | ITF $10.000 | Iryna Burjatschok    | Chloe Babet Valentine Confalonieri              | 6:1, 6:72, [10:8] |
| 2.  | 29. August 2009    | Pörtschach   | Sand              | ITF $10.000 | Evelyn Mayr          | Martina Caciotti Tina Obrez                     | 6:2, 4:6, [10:6]  |
| 3.  | 13. Februar 2010   | Vale do Lobo | Hartplatz         | ITF $10.000 | Evelyn Mayr          | Ana Martinović Lisa Sabino                      | 6:2, 6:1          |
| 4.  | 28. August 2010    | Pörtschach   | Sand              | ITF $10.000 | Evelyn Mayr          | Dalila Jakupović Vivienne Vierin                | 6:4, 6:1          |
| 5.  | 23. Oktober 2010   | Glasgow      | Hartplatz (Halle) | ITF $25.000 | Karen Barbat         | Eirini Georgatouc Walerija Sawinych             | kampflos          |
| 6.  | 19. März 2011      | Madrid       | Sand (Halle)      | ITF $10.000 | Evelyn Mayr          | Nicole Clerico Leticia Costas Moreira           | 6:0, 6:1          |
| 7.  | 13. August 2011    | Versmold     | Sand              | ITF $25.000 | Jelisaweta Jantschuk | Cecilia Costa Melgar Daniela Seguel             | 6:4, 6:3          |
| 8.  | 24. September 2011 | Madrid       | Hartplatz         | ITF $10.000 | Evelyn Mayr          | Rocio de la Torre-Sanchez Georgina García Pérez | 6:1, 6:4          |
| 9.  | 8. Oktober 2011    | Antalya      | Sand              | ITF $10.000 | Evelyn Mayr          | Anouk Tigu Bernice van de Velde                 | 7:65, 6:0         |
| 10. | 24. März 2012      | Antalya      | Sand              | ITF $10.000 | Evelyn Mayr          | Claudia Giovine Teodora Mirčić                  | 6:2, 6:3          |
| 11. | 23. Juni 2012      | Köln         | Sand              | ITF $10.000 | Dalija Safirowa      | Nathalia Rossi Carolina Zeballos                | 6:1, 6:1          |
| 12. | 5. Juli 2012       | Rovereto     | Sand              | ITF $15.000 | Estelle Guisard      | Diana Buzean Daniëlle Harmsen                   | 6:3, 6:3          |